# Oisy (Aisne)
Pour les articles homonymes, voir Oisy.
Oisy est une commune française située dans le département de l'Aisne, en région Hauts-de-France.

## Géographie

### Hydrographie

#### Réseau hydrographique
La commune est traversée par la ligne de partage des eaux entre les bassins hydrographiques Artois-Picardie et Seine-Normandie. Elle est drainée par la rivière Sambre, le canal de la Sambre à l'Oise bief de partage de l'écluse 1 le Gard à l'écluse 1 Bois-l'Abbaye et un autre petit cours d'eau.
La rivière Sambre, d'une longueur de 17 km, prend sa source dans la commune de Fontenelle et se jette  dans divers bras de Décharge, confluence du Canal de la Sambre à l'Oise au Bassin d'Alimentation de Fesmy à Rejet-de-Beaulieu, après avoir traversé huit communes.

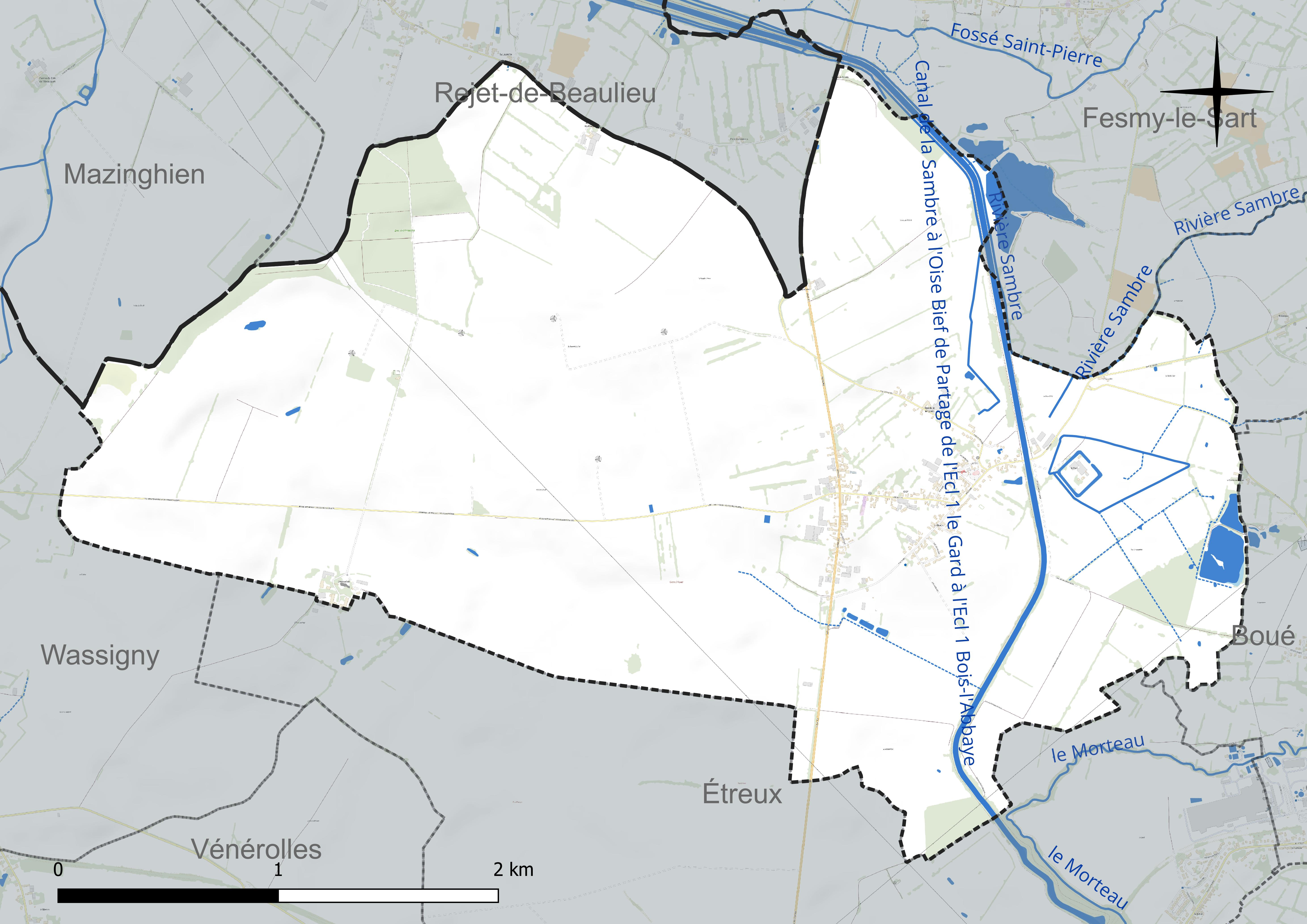
Réseau hydrographique d'Oisy.

#### Gestion et qualité des eaux
Le territoire communal est couvert par le schéma d'aménagement et de gestion des eaux (SAGE) « Sambre ». Ce document de planification concerne un territoire de 1 253 km2 de superficie, délimité par le bassin versant de la Sambre. Le périmètre a été arrêté le 1er novembre 2003 et le SAGE proprement dit a été approuvé le 21 septembre 2012, puis modifié le 18 août 2022. La structure porteuse de l'élaboration et de la mise en œuvre est le syndicat mixte du Parc naturel régional de l'Avesnois.
La qualité des cours d'eau peut être consultée sur un site spécial géré par les agences de l'eau et l'Agence française pour la biodiversité.

### Climat
Pour des articles plus généraux, voir Climat des Hauts-de-France et Climat de l'Aisne.
En 2010, le climat de la commune est de type climat océanique dégradé des plaines du Centre et du Nord, selon une étude du CNRS s'appuyant sur une série de données couvrant la période 1971-2000. En 2020, Météo-France publie une typologie des climats de la France métropolitaine dans laquelle la commune est exposée à un climat océanique altéré et est dans la région climatique Nord-est du bassin Parisien, caractérisée par un ensoleillement médiocre, une pluviométrie moyenne régulièrement répartie au cours de l'année et un hiver froid (3 °C).
Pour la période 1971-2000, la température annuelle moyenne est de 9,9 °C, avec une amplitude thermique annuelle de 15 °C. Le cumul annuel moyen de précipitations est de 812 mm, avec 12,7 jours de précipitations en janvier et 9,3 jours en juillet. Pour la période 1991-2020, la température moyenne annuelle observée sur la station météorologique la plus proche, située sur la commune de Saint-Hilaire-sur-Helpe à 21 km à vol d'oiseau, est de 10,5 °C et le cumul annuel moyen de précipitations est de 802,4 mm,. Pour l'avenir, les paramètres climatiques de la commune estimés pour 2050 selon différents scénarios d'émission de gaz à effet de serre sont consultables sur un site spécial publié par Météo-France en novembre 2022.

## Urbanisme

### Typologie
Au 1er janvier 2024, Oisy est catégorisée commune rurale à habitat dispersé, selon la nouvelle grille communale de densité à 7 niveaux définie par l'Insee en 2022.
Elle est située hors unité urbaine. Par ailleurs la commune fait partie de l'aire d'attraction du Nouvion-en-Thiérache, dont elle est une commune de la couronne,. Cette aire, qui regroupe 12 communes, est catégorisée dans les aires de moins de 50 000 habitants,.

### Occupation des sols
L'occupation des sols de la commune, telle qu'elle ressort de la base de données européenne d'occupation biophysique des sols Corine Land Cover (CLC), est marquée par l'importance des territoires agricoles (93 % en 2018), une proportion sensiblement équivalente à celle de 1990 (93,8 %). La répartition détaillée en 2018 est la suivante : 
terres arables (64,9 %), prairies (28,1 %), zones urbanisées (3,7 %), forêts (3,3 %).
L'évolution de l'occupation des sols de la commune et de ses infrastructures peut être observée sur les différentes représentations cartographiques du territoire : la carte de Cassini (XVIIIe siècle), la carte d'état-major (1820-1866) et les cartes ou photos aériennes de l'IGN pour la période actuelle (1950 à aujourd'hui).

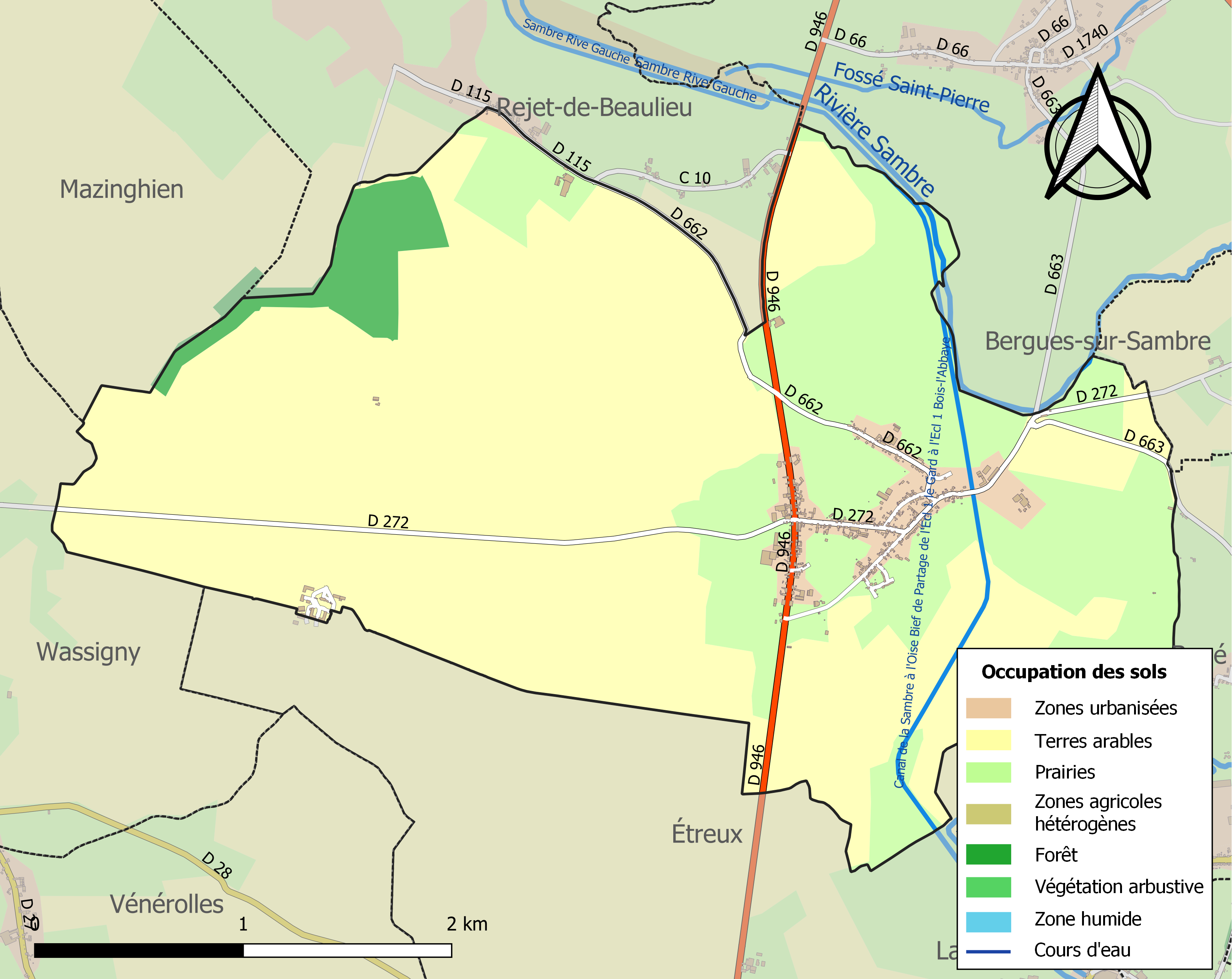
Carte de l'occupation des sols de la commune en 2018 (CLC).

## Toponymie
Le nom de la localité est attesté sous les formes Oysi, Oisy (1189) ; Oisi (1207) ; Ossiacum (1215) ; Domus de Oysiaco-in-Therasca Laudunensis diocesis, Oisy-en-Thiérache (1325) ; Oisy-en-Thiérasce (1350) ; vivier d'Oysy (1357) ; Oizis (1568) ; Ozy (1572).

## Politique et administration

### Découpage territorial
La commune d'Oisy est membre de la communauté de communes Thiérache Sambre et Oise, un établissement public de coopération intercommunale (EPCI) à fiscalité propre créé le 1er janvier 2017 dont le siège est à Guise. Ce dernier est par ailleurs membre d'autres groupements intercommunaux.
Sur le plan administratif, elle est rattachée à l'arrondissement de Vervins, au département de l'Aisne et à la région Hauts-de-France. Sur le plan électoral, elle dépend du  canton de Guise pour l'élection des conseillers départementaux, depuis le redécoupage cantonal de 2014 entré en vigueur en 2015, et de la troisième circonscription de l'Aisne  pour les élections législatives, depuis le dernier découpage électoral de 2010.

### Administration municipale
| Période                                  | Période                       | Identité            | Étiquette | Qualité                         |
| ---------------------------------------- | ----------------------------- | ------------------- | --------- | ------------------------------- |
| Les données manquantes sont à compléter. |                               |                     |           |                                 |
| avant 1877                               | après 1879                    | Pouillon            |           |                                 |
| Les données manquantes sont à compléter. |                               |                     |           |                                 |
| avant 1983                               | ?                             | Norbert Bertin      |           |                                 |
| mars 1983                                | mars 2001                     | Jean-Louis Dufrenne |           | Cadre Premier mandat            |
| mars 2001                                | mars 2014                     | Jean-Pierre Salomez |           | Agriculteur                     |
| mars 2014                                | juillet 2020                  | Christian Boniface  | SE        | Ostéopathe retraité             |
| juillet 2020                             | février 2021 (Annulation)     | Jean-Louis Dufrenne |           | Cadre retraité Second mandat    |
| février 2021                             | juin 2021                     | Délégation spéciale |           |                                 |
| juin 2021                                | En cours (au 31 juillet 2021) | Jean-Louis Dufrenne |           | Cadre retraité Troisième mandat |

## Démographie
L'évolution du nombre d'habitants est connue à travers les recensements de la population effectués dans la commune depuis 1793. Pour les communes de moins de 10 000 habitants, une enquête de recensement portant sur toute la population est réalisée tous les cinq ans, les populations de référence des années intermédiaires étant quant à elles estimées par interpolation ou extrapolation. Pour la commune, le premier recensement exhaustif entrant dans le cadre du nouveau dispositif a été réalisé en 2008.

En 2022, la commune comptait 459 habitants, en évolution de −1,71 % par rapport à 2016 (Aisne : −1,97 %, France hors Mayotte : +2,11 %).
| 1793 | 1800 | 1806 | 1821  | 1831  | 1836 | 1841 | 1846 | 1851  |
| ---- | ---- | ---- | ----- | ----- | ---- | ---- | ---- | ----- |
| 700  | 783  | 827  | 1 005 | 1 032 | 979  | 996  | 984  | 1 009 |

| 1856  | 1861  | 1866  | 1872  | 1876 | 1881 | 1886 | 1891 | 1896 |
| ----- | ----- | ----- | ----- | ---- | ---- | ---- | ---- | ---- |
| 1 031 | 1 086 | 1 067 | 1 045 | 984  | 946  | 870  | 865  | 820  |

| 1901 | 1906 | 1911 | 1921 | 1926 | 1931 | 1936 | 1946 | 1954 |
| ---- | ---- | ---- | ---- | ---- | ---- | ---- | ---- | ---- |
| 725  | 728  | 726  | 610  | 598  | 581  | 554  | 502  | 536  |

| 1962 | 1968 | 1975 | 1982 | 1990 | 1999 | 2006 | 2008 | 2013 |
| ---- | ---- | ---- | ---- | ---- | ---- | ---- | ---- | ---- |
| 549  | 508  | 502  | 505  | 473  | 416  | 411  | 410  | 456  |

| 2018 | 2022 | - | - | - | - | - | - | - |
| ---- | ---- | - | - | - | - | - | - | - |
| 466  | 459  | - | - | - | - | - | - | - |

## Lieux et monuments
- Église Saint-Nicolas[29].

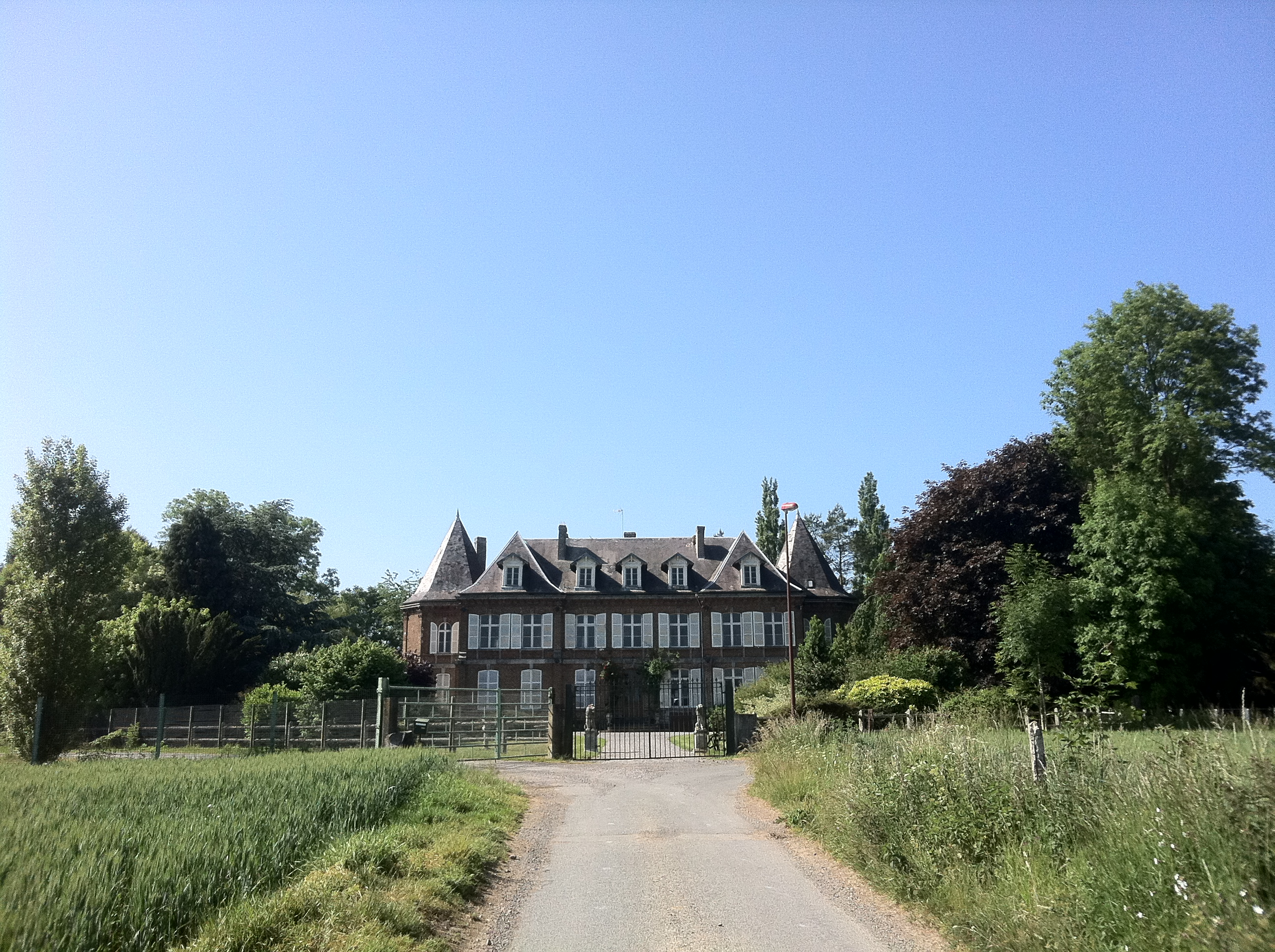
Château et fermes du hameau de l'Arrouaise.

- Fermes et château de l'Arrouaise, qui ont appartenu au duc d'Aumale (fin du XIXe siècle)[30].